# Magnani (inslagkrater)
Magnani is een inslagkrater op de planeet Venus. Magnani werd in 1985 genoemd naar de Italiaanse actrice Anna Magnani (1908-1973).
De krater heeft een diameter van 26,4 kilometer en bevindt zich ten zuiden van Danu Montes in het quadrangle Lakshmi Planum (V-7).